# Никольское сельское поселение (Усть-Ишимский район)
Никольское се́льское поселе́ние — муниципальное образование в Усть-Ишимском районе Омской области Российской Федерации.
Административный центр — село Никольск.

## История
Статус и границы сельского поселения установлены Законом Омской области от 30 июля 2004 года № 548-ОЗ «О границах и статусе муниципальных образований Омской области»

## Население
| 2010 | 2011 | 2012 | 2013 | 2014 | 2015 | 2016 |
| ---- | ---- | ---- | ---- | ---- | ---- | ---- |
| 424  | ↘422 | ↘414 | ↘408 | ↘402 | ↗404 | ↗409 |
| 2017 | 2018 | 2019 | 2020 | 2021 | 2023 |      |
| ↘399 | ↗414 | ↗416 | ↘408 | ↘392 | ↘377 |      |

## Состав сельского поселения
| № | Населённый пункт | Тип населённого пункта       | Население |
| - | ---------------- | ---------------------------- | --------- |
| 1 | Екатериновка     | деревня                      | ↘33       |
| 2 | Никольск         | село, административный центр | ↗391      |